# 16266 Johconnell
16266 Johconnell este un asteroid din centura principală de asteroizi.

## Descriere
16266 Johconnell este un asteroid din centura principală de asteroizi. A fost descoperit pe 7 mai 2000 la Socorro, New Mexico, în cadrul proiectului LINEAR. Asteroidul prezintă o orbită caracterizată de o semiaxă mare de 2,85 ua, o excentricitate de 0,08 și o înclinație de 16,2° în raport cu ecliptica.